# 6413 Іє
6413 Іє (6413 Iye) — астероїд головного поясу, відкритий 15 жовтня 1993 року.
Тіссеранів параметр щодо Юпітера — 3,610.